# Кјомонте
Кјомонте (итал. Chiomonte) је насеље у Италији у округу Торино, региону Пијемонт.
Према процени из 2011. у насељу је живело 784 становника. Насеље се налази на надморској висини од 751 м.

## Становништво
| 1936. | 1951. | 1961. | 1971. | 1981. | 1991. | 2001. | 2011. |
| ----- | ----- | ----- | ----- | ----- | ----- | ----- | ----- |
| 1.404 | 1.257 | 1.132 | 1.115 | 1.051 | 1.015 | 1.011 | 932   |